# Edwin Field
Pas d'image ? Cliquez ici

a Compétitions nationales et continentales officielles uniquement.

b Matchs officiels uniquement.
Edwin Field, né le 16 décembre 1871 à Hampstead et mort le 9 janvier 1947 à Bromley, est un joueur de rugby à XV anglais évoluant au poste d'arrière pour l'équipe d'Angleterre. Il joue à deux reprises en sélection nationale. Il évolue en club pour Clifton RFC, Cambridge University RUFC, les Middlesex Wanderers, les Barbarians et Richmond. Il joue également au cricket pour l'université de Cambridge et le Middlesex.

## Biographie
Edwin Field, fils de Walter Field, un peintre paysagiste, naît à Hampstead en 1872. Il suit sa scolarité au Clifton College de 1882 à 1891, avant d'étudier au Trinity College (Cambridge) à compter de 1891. Il est diplômé d'un BA en 1894 ; il exerce la profession d'avocat, et meurt le 9 janvier 1947 au Bromley Cottage Hospital.

### Carrière en rugby à XV
En 1891, Field est le capitaine de l'équipe de rugby à XV du Clifton College. Il dispute le Varsity Match en 1892, 1893 et 1894. 
Edwin Field honore sa première cape internationale quand il est retenu pour disputer le tournoi britannique en 1893 pour le match d'ouverture face à l'équipe du pays de Galles. La deuxième rencontre oppose l'Irlande aux Anglais à Lansdowne Road. Quand il porte les couleurs du XV de la Rose, Field joue déjà pour les Middlesex Wanderers. Entre avril 1893 et février 1894, il est retenu pour évoluer avec les Barbarians, club ponctuel sur invitation. Il ne sera plus sélectionné avec l'Angleterre. Une fois qu'il a quitté les Middlesex Wanderers, Field rejoint le club de Richmond aux côtés de Charles Hooper.

### Carrière de cricket
Edwin Field joue au Trinity College de Cambridge, et pour le club de l'université de Cambridge, disputant le Varsity Match contre Oxford en 1894. Il évolue au Berkshire County Cricket Club en 1895, l'année de la création du club. De 1904 à 1906, il joue six rencontres pour le Middlesex, toutes au Lord's Cricket Ground,.

## Statistiques en équipe nationale
Edwin Field dispute deux matchs avec l'équipe d'Angleterre. 
| Année | Compétition         | Matchs | Points | Essais |
| ----- | ------------------- | ------ | ------ | ------ |
| 1893  | Tournoi britannique | 2      | -      | -      |
| Total | Total               | 2      | -      | -      |